# Analamyctes andinus
Analamyctes andinus är en mångfotingart som först beskrevs av Filippo Silvestri 1904.  Analamyctes andinus ingår i släktet Analamyctes och familjen fåögonkrypare. Inga underarter finns listade i Catalogue of Life.